# Джордж Кемпбелл (мовознавець)
Джо́рдж Ке́мпбелл (англ. George L. Campbell; 1912 — 15 грудня 2004) — британський поліглот, мовознавець, перекладач шотландського походження. Співробітник BBC (1939—1974). Автор «Handbook of Scripts and Alphabets» (Routledge, 1997) і «Compendium of the World's Languages» (Routledge, 2000). Занесений до Книги рекордів Гіннеса в 1980-х як один з найвидатніших живих мовознавців. Говорив і писав вільно, щонайменше, 44 мовами світу; крім цього, мав практичне знання близько 20 інших мов. Народився у Дінгволлі, Шотландія у родині садівника. Був заїкою з дитинства. Навчався у Лейпцизькому університеті. 1937 р. здобув ступінь з бібліотекознавства Лондонського університету, став помічником бібліотекаря в Школі славістики. З початком Другої світової війни в 1939 році був призваний до війська, але переведений до BBC World Service як мовний консультант. Помер від запалення легенів у Брайтоні, Англія, у віці 92 років.